# Fear of the Dark
A Fear of the Dark a brit Iron Maiden kilencedik nagylemeze, mely 1992. május 11-én jelent meg. A 2000-es Brave New Worldig ez volt az utolsó albumuk, melyen szerepelt Bruce Dickinson énekes. A lemezt bemutató turnét még lebonyolította a zenekarral, majd szólópályára lépett. Őt Blaze Bayley helyettesítette, aki a következő két stúdióalbumon szerepelt. Ez volt az első olyan lemezük, melyen Janick Gers dalszerzőként is szerepelt. A lemezről négy dalt is kiadtak kislemezként, mégpedig a Be Quick or Be Deadet, a From Here to Eternityt, a Wasting Loveot, és a Fear of the Darkot.
Zeneileg némi kísérletezést mutat a lemez, bizonyítja ezt a Be Quick or Be Dead speed metalos törekvése, vagy a Wasting Love tőlük szokatlanul balladás megközelítése. Ezen a lemezen található a zenekar egyik "legpolitikusabb" dala, az öbölháborúról szóló Afraid to Shoot Strangers, valamint minden korábbinál nagyobb teret kaptak a billentyűs aláfestések.
Mind a kritikusok, mind a rajongók nagy része negatívan fogadta a lemezt, mely véleményük szerint egy egyre fáradtabb és középszerű dalokkal teli zenekart tükrözött. Sok kritika érte a "Wasting Love" balladát, valamint a Weekend Warrior dalt, mely a 80-as évekbeli futball-huliganizmusra utalt. Továbbá az angol Metal Hammer hevesen bírálta a The Fugitive és a The Apparition dalszövegeit is. Az idők múlásával azonban az album a fanatikus rajongók körében egyre nagyobb megbecsülésnek örvendett.
A lemez a UK Albums Chart listáján az első, míg a Billboard 200-on a 12. helyen nyitott. Ez volt a harmadik albumuk mely hazájában vezette a listát.
Az album legnagyobb slágere a címadó Fear of the Dark lett, mely a későbbiekben az együttes egyik legismertebb száma lett. A 2008-as – 2009-es  "Somewhere Back in Time World Tour" és a 2012-14 közötti "Maiden England World Tour" elnevezésű világturnékon ez volt az egyetlen dal, mely képviseltette magát a 90-es évek repertoárjából. Az 1993-as turné alkalmával a címadó mellett csak a Afraid to Shoot Strangers szerepelt rendszerességgel. Miután Blaze Bayley lett a zenekar énekese, ez a dal még nagyobb hangsúlyt kapott a koncerteken.
Ez volt az első olyan Iron Maiden album, melynek a borítóját nem Derek Riggs készítette. Bruce Dickinson egy MTVnek adott interjújában elmagyarázta, hogy három lehetséges festmény közül választotta ki a legjobbat. Az albumon látható kép Melvyn Grant munkáját dicséri.
Az 1995-ös CD kiadáson szerepelt a Montrose Space Station No. 5, Chuck Berry Roll Over Beethoven, és a Budgie I Can't See My Feelings dalainak feldolgozása.

## Számlista
|     | Cím                       | Szerző(k)                    | Hossz |
| --- | ------------------------- | ---------------------------- | ----- |
| 1.  | Be Quick or Be Dead       | Bruce Dickinson, Janick Gers | 3:24  |
| 2.  | From Here to Eternity     | Steve Harris                 | 3:38  |
| 3.  | Afraid to Shoot Strangers | Harris                       | 6:56  |
| 4.  | Fear Is the Key           | Dickinson, Gers              | 5:35  |
| 5.  | Childhood's End           | Harris                       | 4:40  |
| 6.  | Wasting Love              | Dickinson, Gers              | 5:50  |
| 7.  | The Fugitive              | Harris                       | 4:54  |
| 8.  | Chains of Misery          | Dickinson, Dave Murray       | 3:37  |
| 9.  | The Apparition            | Harris, Gers                 | 3:54  |
| 10. | Judas Be My Guide         | Dickinson, Murray            | 3:08  |
| 11. | Weekend Warrior           | Harris, Gers                 | 5:39  |
| 12. | Fear of the Dark          | Harris                       | 7:18  |

| 1. | Nodding Donkey Blues                          | Dickinson, Gers, Harris, Nicko McBrain | 3:18  |
| 2. | Space Station No. 5 (Montrose feldolgozás)    | Sammy Hagar, Ronnie Montrose           | 11:58 |
| 3. | Roll Over Vic Vella (Chuck Berry feldolgozás) | Chuck Berry                            | 4:48  |
| 4. | I Can't See My Feelings (Budgie feldolgozás)  | Tony Bourge, Burke Shelley             | 3:50  |
| 5. | No Prayer for the Dying (élő)                 | Harris                                 | 4:23  |
| 6. | Public Enema Number One (élő)                 | Dickinson, Murray                      | 3:58  |
| 7. | Hooks in You (élő)                            | Dickinson, Adrian Smith                | 3:44  |

## Közreműködők
- Bruce Dickinson – ének
- Dave Murray – gitár
- Janick Gers – gitár
- Steve Harris – basszusgitár, vokál
- Nicko McBrain – dob
- Michael Kenney – billentyűs hangszerek

## Helyezések

### Album
| Év   | Lista                  | Pozíció |
| ---- | ---------------------- | ------- |
| 1992 | UK Albums Chart        | 1       |
| 1992 | U.S. Billboard Hot 200 | 12      |

### Kislemezek
| Év   | Kislemez                 | Lista            | Pozíció | Album              |
| ---- | ------------------------ | ---------------- | ------- | ------------------ |
| 1992 | "Be Quick or Be Dead"    | UK Singles Chart | 2       | "Fear of the Dark" |
| 1992 | "Be Quick or Be Dead"    | Svédország       | 15      | "Fear of the Dark" |
| 1992 | "From Here to Eternity"  | UK Singles Chart | 21      | "Fear of the Dark" |
| 1993 | "Fear of the Dark" (élő) | UK Singles Chart | 8       | "A Real Live One"  |